# Consumidor iniciador
Um adotante inicial ou cliente pioneiro (ou farol) é um cliente inicial de uma determinada empresa, produto ou tecnologia . O termo foi cunhado em Difusão de Inovações por Everett M. Rogers (1962). 
Normalmente, os adotantes iniciais são clientes que, além de usarem o produto ou a tecnologia do fornecedor, também fornecem feedback considerável e sincero para ajudar o fornecedor a refinar seus futuros lançamentos de produtos, bem como os meios associados de distribuição, serviço e suporte. A adoção antecipada também pode ser referida como uma forma de teste nas fases iniciais de um projeto.

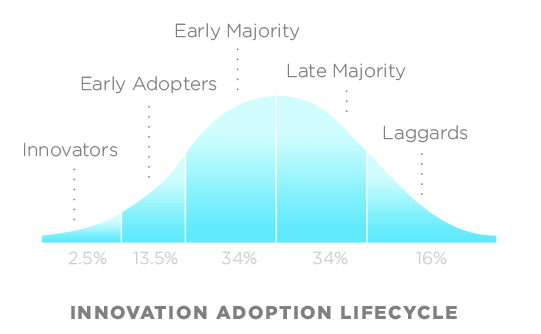
Adotantes iniciais, conforme mostrado na curva de sino de Rogers

A relação é sinérgica. O cliente recebe acesso antecipado (e às vezes único, ou pelo menos exclusivamente antecipado) a um novo produto ou tecnologia vantajosa. Em troca, o cliente também pode servir como uma espécie de cobaia e informar problemas e/ou sugerir melhorias.
Em troca de ser um dos primeiros a adotar e, portanto, estar exposto aos problemas, riscos e aborrecimentos comuns aos testes e implantação de produtos em estágio inicial, o "cliente pioneiro" às vezes recebe assistência e suporte especialmente atentos do fornecedor, até mesmo ao ponto de ter pessoal no local de trabalho do cliente para auxiliar na implementação. Às vezes, o cliente recebe preços, termos e condições preferenciais, embora a nova tecnologia seja muitas vezes muito cara, de modo que o primeiro adotante ainda paga bastante.
O fornecedor, por outro lado, beneficia do recebimento de receitas antecipadas e também do endosso e assistência de um cliente pioneiro no desenvolvimento adicional do produto e dos seus mecanismos de entrada no mercado. A aquisição de clientes pioneiros é uma etapa comum no desenvolvimento e implementação de novos produtos. O foco no mundo real que esse tipo de relacionamento pode trazer para um fornecedor pode ser extremamente valioso.
A adoção antecipada traz armadilhas: as primeiras versões dos produtos podem apresentar bugs e/ou serem propensas a funcionar mal. Além disso, versões mais eficientes, e às vezes menos caras, do produto geralmente aparecem alguns meses após o lançamento inicial ( Apple iPhone ).   A tendência de novas tecnologias custarem mais no lançamento é frequentemente chamada de "taxa dos primeiros adotantes". 